# Open 3D Engine
Open 3D Engine — це безкоштовний з відкритим вихідним кодом 3D-ігровий рушій, розроблений Open 3D Foundation, дочірньою компанією Linux Foundation,  і поширюється за ліцензією Apache 2.0 з відкритим кодом.  Початкова версія двигуна — це оновлена версія Amazon Lumberyard , надана Amazon Games . 

## Партнери
Партнери були відібрані на основі ресурсів, досвіду та мотивації для створення самодостатньої спільноти з відкритим вихідним кодом для O3DE. До таких партнерів належать Accelbyte, Adobe, Apocalypse Studios, Audiokinetic, Backtrace.io, Carbonated, Futurewei, GAMEPOCH, Genvid Technologies, Hadean, Huawei, HERE Technologies, Intel, Міжнародна асоціація розробників ігор, Kythera AI, Niantic, Open Robotics, PopcornFX, Red Hat, Рочестерський технологічний інститут, SideFX, Tafi, TLM Partners і Wargaming . 
Членами Premier є Adobe, AWS, Epic Games, Huawei, Intel, Microsoft, Niantic і Tencent (з брендом LightSpeed Studios). 